# Eyez on Me
Eyez on Me es el primer extended play del cantante puertorriqueño Jhay Cortez, este fue publicado el 18 de mayo de 2018 por N&E Entertainment y Universal Music Latino. Contiene el sencillo desprendido «Están pa' mi», además de colaboraciones con Miky Woodz, Pusho, Myke Towers, J Balvin, entre otros.

## Antecedentes
Con la recepción exitosa de sencillos compuestos como «Criminal» de Natti Natasha y Ozuna o «Mi religión» de Yandel, atrajo la atención del sello discográfico Universal Latino, con quienes firmó en 2017, además de formar parte de House of Haze, un sello musical a cargo del productor Egbert “Haze” Rosa. Con el éxito del sencillo parcialmente compuesto por Cortez «I Like It» de Cardi B, Bad Bunny y J Balvin, su carrera como artista solista ganó más reconocimiento. 
Apoyado por J Balvin previo a su debut, también cuenta con las participaciones de Miky Woodz, Myke Towers, Bryant Myers, Jory Boy, Darell, Pusho, Ñengo Flow y Almighty, quienes aparecen dentro de las 9 canciones que forman parte del extended play. Con la publicación del álbum, Cortez se embarcó en un tour promocionando sencillos y colaboraciones, además de ser telonero de Balvin en una parte del tour Vibras.

## Lista de canciones
| N.º   | Título                                                                           | Duración |  |
| 1.    | «All Eyes On Me» (con Miky Woodz)                                                | 3:33     |  |
| 2.    | «Popular»                                                                        | 3:35     |  |
| 3.    | «Perder El Tiempo» (con Myke Towers)                                             | 3:36     |  |
| 4.    | «Deseos» (con Bryant Myers)                                                      | 3:39     |  |
| 5.    | «Están Pa' Mi» (con J Balvin)                                                    | 3:53     |  |
| 6.    | «Y No Le Conviene»                                                               | 3:47     |  |
| 7.    | «Se Supone» (con Darell)                                                         | 3:56     |  |
| 8.    | «Donde No Se Vea» (con Jory Boy y Pusho)                                         | 4:00     |  |
| 9.    | «Se Supone (Remix)» (con Darell, Ñengo Flow, Almighty, Miky Woodz y Myke Towers) | 5:55     |  |
| 36:03 |                                                                                  |          |  |